# Pleurostylia opposita
Pleurostylia opposita är en benvedsväxtart som först beskrevs av Nathaniel Wallich, och fick sitt nu gällande namn av Arthur Hugh Garfit Alston. Pleurostylia opposita ingår i släktet Pleurostylia och familjen Celastraceae. Inga underarter finns listade.

## Bildgalleri

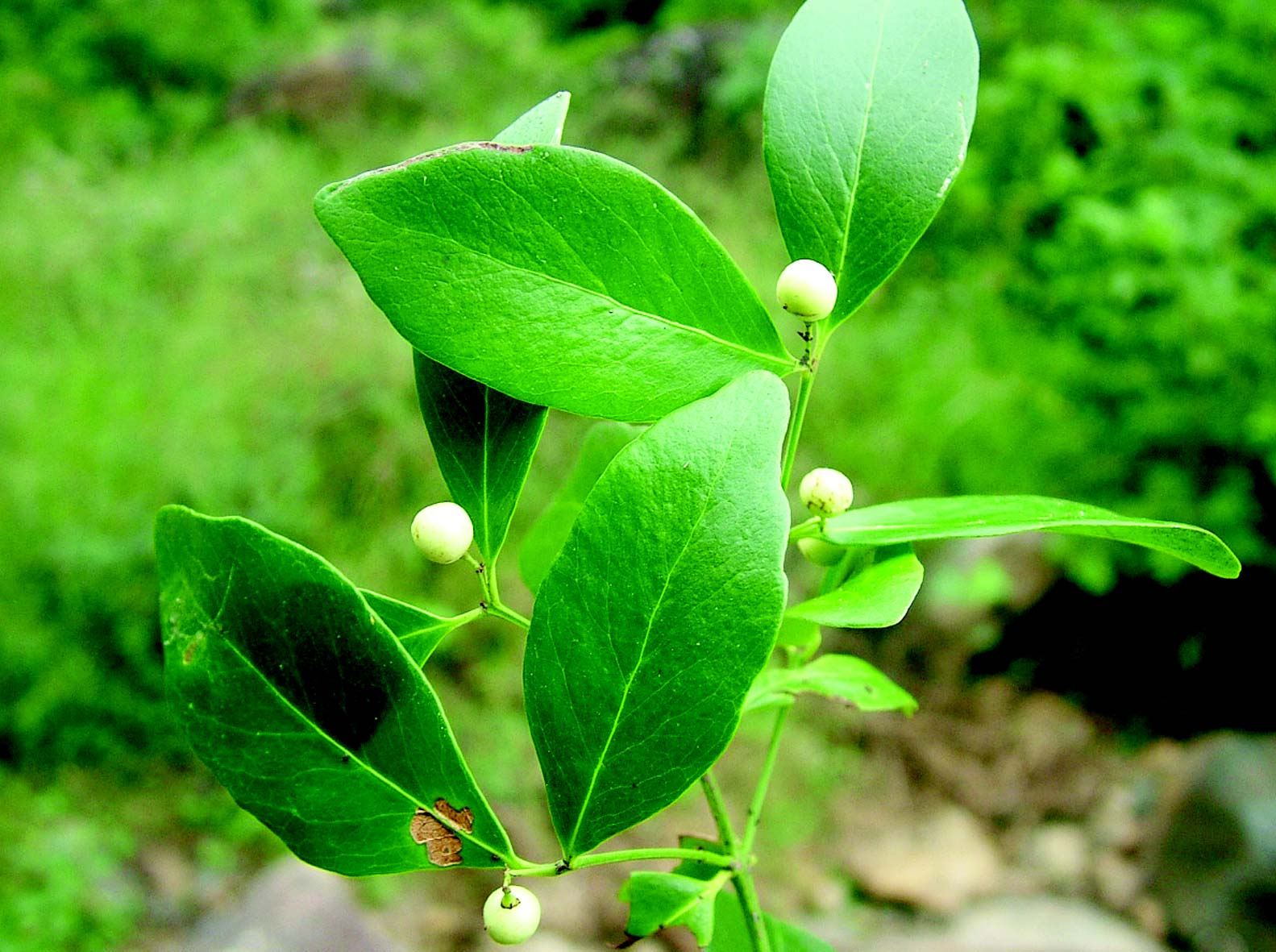